# Apollo Quiboloy
Apollo Carreon Quiboloy (nascido em 25 de abril de 1950)  é um pastor filipino e líder da igreja restauracionista com sede nas Filipinas chamada Reino de Jesus Cristo. Anteriormente membro da Igreja Pentecostal Unida, fundou a Igreja Reino de Jesus Cristo em 1985, e afirmou que ser "o Filho Escolhido de Deus", além de ser "o Dono do Universo".
Em 10 de novembro de 2021, um mandado federal foi emitido para a prisão de Quiboloy depois que promotores na Califórnia anunciaram seu indiciamento por tráfico sexual, alegando que ele e vários outros haviam abusado sexualmente de mulheres membros da igreja com idades entre 12 e 25 anos em troca de privilégios, bem como evitar a "danação eterna". Os bens de Quiboloy nos Estados Unidos foram descritos pelo Federal Bureau of Investigation como "obtidos ilicitamente". Em 10 de dezembro de 2022, o Departamento do Tesouro e o Departamento de Estado dos Estados Unidos impuseram sanções a Quiboloy, juntamente com vários outros indivíduos, em conexão com corrupção e graves abusos dos direitos humanos.

## Juventude
Quiboloy nasceu em 25 de abril de 1950, em Buhangin, em Cidade Davao, especificamente na área de Dumanlas, e é o caçula de nove filhos dos Pampanganos José Quiboloy y Turla e María Carreón y Quinto  Seus pais eram nativos de Lubao, Pampanga, e migraram para Cidade Davao após o fim da Segunda Guerra Mundial em busca de melhores oportunidades. Quiboloy passou seus anos de formação em Pampanga antes de voltar para Davao.
Quiboloy era membro da Igreja Pentecostal Unida, uma denominação Pentecostal Unicista, até estabelecer a igreja do Reino de Jesus Cristo. O pai de Quiboloy, José, já era protestante (membro da Aliança Cristã e Missionária), mas se converteu ao Pentecostalismo Unicista com seus quatro filhos. Todos eles se tornaram pregadores e líderes da Igreja Pentecostal Unida das Filipinas (IPUF), a maior Igreja Pentecostal Unicista Filipina, que é afiliada à Igreja Pentecostal Unida Internacional, com sede nos Estados Unidos. Apollo tornou-se presidente da poderosa organização juvenil da IPUF em 1974, mas foi expulso em 1979 por ensinamentos pouco ortodoxos. Ele voltou e foi aceito em 1980 como pastor da Igreja Agdao na Cidade Davao, uma das igrejas históricas da IPUF. Em 1985, Apollo foi novamente investigado pela IPUF por sua atitude arrogante para com outros pastores. Em vez de ser submetido a processo, ele abandonou a IPUF com cerca de 15 seguidores em 1 de setembro de 1985, e iniciou sua própria denominação, mais tarde conhecida como Reino de Jesus Cristo.
Quiboloy estudou em uma faculdade bíblica em Manila, onde se formou em 1972; também participou de uma conferência na Coreia do Sul, com a participação principalmente de evangelistas estadunidenses e canadenses no ano seguinte.

## Igreja

### Papel no Reino de Jesus Cristo
Quiboloy é o líder fundador e pastor executivo do Reino de Jesus Cristo, O Nome Acima de Cada Nome, fundado em 1 de setembro de 1985. Começou a pregar nas favelas de Villamor, Agdao, Cidade Davao com apenas 15 membros. Ele recebeu respostas críticas às suas afirmações de ser o "Filho Escolhido de Deus".
A principal catedral da seita está localizada ao longo da Rodovia Nacional Buhangin, na Cidade Davao.
Seus seguidores referem-se à sua comunidade como uma “Nação do Reino”. Eles reivindicam cerca de 2 milhões de “cidadãos do Reino” no exterior e 4 milhões nas Filipinas. Durante a semana, os membros realizam sessões bíblicas e cultos de oração. Aos domingos, uma "Adoração Global" é realizada na Catedral do distrito de Buhangin. Em 2000, Quiboloy fundou o Colégio José María, em homenagem a seus pais.
A igreja sob a liderança de Quiboloy estabeleceu a Sonshine Media Network International (presidente e diretor-executivo) e 17 estações de rádio nas Filipinas. Possui também dois jornais, Pinas e Sikat. A igreja também possui a Sonshine Sports Management, um grupo de gestão esportiva criado em 2014.

#### Reivindicações de divindade
Quiboloy reivindicou a posse de poderes divinos, incluindo a interrupção dos terremotos de Cotabato em 2019 sob seu comando, e declarou que o público deveria agradecê-lo pelo ato. Também afirmou publicamente que não fez o mesmo para impedir o tufão Kammuri (Tisoy) em resposta aos que criticaram a sua afirmação anterior de parar os terremotos de Cotabato.
Durante a pandemia de COVID-19, após o seu indiciamento pelo Federal Bureau of Investigation dos Estados Unidos em novembro de 2021, Quibolloy disse que o surgimento da variante Omicron se deve à "perseguição, acusação e difamação" que recebeu do público. 

## Envolvimento político
Quiboloy ungiu Gilbert Teodoro como o próximo presidente nas eleições presidenciais filipinas de 2010. Teodoro terminou em quarto lugar na eleição com 4.095.839 votos (ou 11,33%). Ele comentou que estava perturbado com relatos de fraude e trapaça e se perguntava para quem iam os votos de sua igreja.
Nas eleições de 2016, Quiboloy e os membros do Reino de Jesus Cristo endossaram a candidatura presidencial do amigo próximo do pastor, o prefeito da Cidade Davao, Rodrigo Duterte, e seu companheiro de chapa, o senador Alan Peter Cayetano. Além disso, emprestou seu jato particular e helicóptero para serem usados na campanha presidencial de Duterte. Quiboloy também serviu como conselheiro espiritual de Duterte durante sua presidência.
Nas eleições de 2022, Quiboloy apoiou a candidatura de Bongbong Marcos, que concorria à presidência. Também apoiou sua candidata à vice-presidência, Sara Duterte. O leal apoio dos pais de Quiboloy ao ex-presidente Ferdinand Marcos foi um fator para o endosso. Quiboloy também é muito amigo da família Marcos em geral.
Quiboloy critica o Partido Comunista das Filipinas, o Novo Exército Popular e a Frente Democrática Nacional, que forma um triunvirato que tem travado uma rebelião comunista contra o governo filipino. Da mesma forma, acusou várias figuras políticas de serem associadas ou simpatizantes.